# Sirdarjo (stad)
Sirdarjo (Oezbeeks: Sirdaryo / Сирдарё) is een stad in Oezbekistan en telt 30.450 inwoners.

## Geboren in Sirdarjo
- Gennadi Denisov (1960), voetballer en trainer